# Banjul City Council
Der Banjul City Council (BCC oder selten BanCC) ist der Stadtrat Banjuls, Hauptstadt des westafrikanischen Staat Gambia. Dem Stadtrat steht ein Lord Mayor (englisch Lord Mayor of Banjul) vor. Seit den Regionalwahlen in Gambia 2018 am 12. Mai 2018, ist Rohey Malick Lowe (United Democratic Party) Amtsinhaberin dieser Position. Gleichzeitig wird das Gebäude, in dem Gemeinderat tagt, als Banjul City Council bezeichnet.

## Sitz des BCC
Der Sitz des BCC ist am Independence Drive. In der Amtszeit von Malick Lowe wurde das Gebäude des Banjul City Council mit finanzieller Hilfe aus Saudi-Arabien in den frühen 1980ern gebaut.

## Geschichte
Frühester Vorläufer eines Stadtrats war ein Board of Health, das 1887 in Bathurst gegründet worden war.
1930 richtete Gouverneur Herbert Richmond Palmer den Bathurst Urban District Council (BUDC) ein, der sich im März 1931 konstituierte. Dieser setzte sich zunächst aus 14 Mitgliedern zusammen, darunter vier Amtsträgern, vier nominierten Europäern und je einem gewählten lokalen Mitglied aus den sechs Stadtbezirken (wards), das für die Dauer eines Jahres gewählt wurde.
Im Juni 1935 wurde der BUDC von Gouverneur Arthur Richards durch den Bathurst Advisory Town Council (BATC) ersetzt. Der BATC besaß mehr Zuständigkeiten und wurde nach einem anderen Wahlmodus gewählt. Im Mai 1936 fanden die ersten Wahlen statt.
Das Gremium hatte bis Juli 1944 Bestand, ehe es von der Bathurst Temporary Local Authority abgelöst wurde, die im Juli 1946 wieder aufgelöst wurde. Der nun entstandene Bathurst Town Council (BTC) hatte 15 gewählte Mitglieder. In jedem der fünf Stadtbezirke wurden drei Personen gewählt. Die erste Wahl fand im Oktober 1946 statt.
Die verschiedenen Gremien waren zunächst ausschließlich von Männern besetzt. Ab 1943 war Hannah Mahoney, Frau des gambischen Politikers John Andrew Mahoney, Mitglied des Bathurst Advisory Town Council gewesen, jedoch war diese nicht durch Wahl in ihr Amt gelangt, sondern nominiert worden. Die ersten gewählten Frauen waren 1946 Hannah Forster und Cecilia Davies, die sich bei den Wahlen zum Bathurst Town Council im Bezirk Soldier Town Ward im Zentrum der Stadt gegen acht männliche Kandidaten durchsetzen.
Mit der Unabhängigkeit Gambias wurde im Februar 1965 der Bathurst City Council (BCC) eingerichtet und ersetzte das vorige Gremium. Obwohl die United Party (UP) die meisten Sitze im Stadtrat hatte, erlange die People’s Progressive Party (PPP) zunehmend die Macht im Stadtrat und Ibrahima B. A. Kelepha-Samba war im Mai 1967 der erste ernannte Mayor of Bathurst (der damalige Name von Banjul). Bei der Wahl 1968 erreichte die PPP die Mehrheit der Sitze im Stadtrat. Im Juni 1971 wurde der Stadtrat zeitweise aufgelöst und durch ein Verwaltungsausschuss (englisch management committee) ersetzt, später wurde der BCC wiederbelebt. Mit der Umbenennung von Bathurst in Banjul im April 1973 änderte sich die Bezeichnung des Gemeinderats in die heutige Form.
Seit 2007 können die Stadträte 90 Tage vor Wahlen aufgelöst und vom Präsidenten ernannte Interimskomittees mit jeweiligen Vorsitzen (Interim Chairmen) leiten die Kommune.

## Liste der Lord Mayor of Bathurst/Banjul
Bei einigen Bürgermeistern/Vorsitzenden liegen in der Literatur unterschiedliche Angaben vor.
| Amtsinhaber | Amtszeit                             |
| --- | ------------------------------------ |
| Vorsitzende (Chairmen)                                                                                                 |                                      |
| Ibrahima Momodou Garba-Jahumpa (1912–1994) (Chairman)                                                                  | 1959–1960 oder bis 1959 und 1963     |
| Baboucarr Semega-Janneh (1910–2002) (Chairman)                                                                         | 1960–1966 oder nur 1962              |
| Baboucar S. O. Jeng | 1966–1967 oder nur 1964 als Chairman |
| Ibrahima B. A. Kelepha-Samba (1915–1995)                                                                               | Mai 1967 – Juni 1971 oder 1967–1970  |
| Verwaltungsausschuss (Management Committee)                                                                            | Juni 1971–1994                       |
| Horace R. Monday, Sr. (1907–1996) (Vorsitzender des Komitees)                                                          | 1970–1980                            |
| S. B. Foon/Salieu Foon                                                                                                 | 1980–1987 oder schon 1979            |
| Alhagie/Alhaji Kebba Conteh (gest. Juli/August 2001)                                                                   |                                      |
| Malick Lowe | 1983–1986                            |
| James F. P. Gomez (* 1946)                                                                                             | 1985 oder 1986–1994                  |
| Antouman Saho (* 1950)                                                                                                 | 1994–1995 oder 1996                  |
| 4 Samba Faal (interim)                                                                                                 | 1995–1996 oder nur 1996              |
| Samba Faal | 1996–April 2002                      |
| Pa Sallah Jeng | April 2002–August 2005               |
| 4 Mam Sai Njie Sanneh (* 1965) (Stellvertretende Bürgermeisterin, geschäftsführende Bürgermeisterin (executive mayor)) | 2005–1. November 2007                |
| 4 Alieu Mboge († 2020) (interim)                                                                                       | 1. November 2007–12. Februar 2008    |
| Samba Faal | 12. Februar 2008–2013                |
| 4 Alhagie Mbye Chaw (interim)                                                                                          | 2013                                 |
| Abdoulie Bah (1948–2018)                                                                                               | 4. April 2013 bis 12. Mai 2018       |
| Rohey Malick Lowe (* 1971)                                                                                             | seit 12. Mai 2018                    |